# همسرکشی (مرد)
همسرکشی مرد (به انگلیسی: mariticide) از واژه لاتین maritus به معنی «شوهر» و -cide از caedere به معنی «بریدن، کشتن» گرفته شده است و به‌طور تحت‌اللفظی به معنای کشتن شوهر خود است. این واژه می‌تواند هم به عمل قتل و هم به فرد مرتکب اشاره داشته باشد. همچنین ممکن است برای قتل دوست‌پسر نیز به‌کار رود. در اصطلاحات حقوقی امروزی، این واژه به‌صورت جنسیت‌خنثی برای اشاره به قتل همسر یا شریک عاطفی صرف‌نظر از جنسیت استفاده می‌شود. در مقابل، قتل همسر زن یا دوست‌دختر را همسرکشی زن (uxoricide) می‌نامند.

## گستردگی
بر اساس گزارش مرکز کنترل و پیشگیری بیماری‌های ایالات متحده (CDC)،
قتل شوهر (mariticide) حدود ۳۰٪ از کل قتل‌های همسران در این کشور را تشکیل می‌دهد، البته این آمار قتل‌های نیابتی انجام‌شده به دستور همسر زن را شامل نمی‌شود. داده‌های اف‌بی‌آی از اواسط دهه ۱۹۷۰ تا اواسط دهه ۱۹۸۰ نشان می‌دهد
که در مقابل هر ۱۰۰ شوهری که همسر خود را به قتل رسانده‌اند، حدود ۷۵ زن نیز شوهر خود را کشته‌اند، که نشان‌دهنده نسبت ۳ به ۴ میان قتل شوهر (mariticide) و قتل زن (uxoricide) است.

## حقوق عرفی انگلیسی
بر پایه حقوق عرفی انگلستان، این عمل خیانت کوچک (Petty Treason) محسوب می‌شد تا سال ۱۸۲۸، و تا زمان اصلاح آن در قانون خیانت ۱۷۹۰، مجازات آن خفه کردن و سپس سوزاندن در آتش بود.